# Escuela Politécnica Javeriana del Ecuador
La Escuela Politécnica Javeriana del Ecuador es una universidad particular de Ecuador que funciona como Instituto Javeriano desde 1983. La Universidad Escuela Politécnica Javeriana del Ecuador (ESPOJ) fue reconocida como universidad mediante Decreto Ejecutivo 3283 de 29 de noviembre de 1995 y ratificada su existencia oficial por Ley del Congreso Nacional. Fue fundada por el Ing. Francisco Yánez Cárdenas. 

## Misión
Su misión es formar profesionales con sólidos valores sobre la base de la realidad plurinacional y multiétnica ecuatoriana, a través de docentes altamente capacitados, con vinculación con la colectividad, con gestión administrativa y de servicios, preservando los principios de moral, disciplina y estudio, en un marco de respeto al medio ambiente sustentable. Su desarrollo académico se realiza en las modalidades: presencial, semipresencial y a distancia en sus cuatro campus Javier de Quito, en carreras de pregrado y posgrado. Fue parte del Consejo Nacional de Educación Superior CONESUP, su rector fue Presidente de la Corporación de Universidades Particulares del Ecuador (CEUPA); también la ESPOJ es miembro de la OUI-IHOE (Organización Interamericana de Universidades) y UDUAL (Unión de Universidades de América Latina). Designado como Impacto Académico de las Naciones Unidas (United Nations Academic Impact) para promover el principio de multiculturalidad y eliminación de la intolerancia.